# Nordvågen
Nordvågen som tidigare hette Nordre Honningsvåg, är en tätort och ett fiskeläge på östra kusten av Magerøya i Nordkapps kommun i Finnmark fylke i norra Norge.
Huvudnäringarna i Nordvågen är fiske och fiskeindustri. Nordvågen etablerades efter andra världskriget.
Nordvågen ligger 3–4 kilometer öster om kommunens centralort Honningsvåg och omkring 37 kilometer från Nordkap.

## Nordvågentunneln
Nordvågentunneln, som är 455 meter lång och har en körhöjd på 4,2 meter, invigdes 2005. Den är en del av fylkesväg 8050 på sträckningen Honningsvåg – Nordvågen.
| Nordvågen med Nordvågentunneln till höger i bilden. |  | Norra tillfarten till Nordvågentunneln. |
| Nordvågen med Nordvågentunneln till höger i bilden. |  | Norra tillfarten till Nordvågentunneln. |